# 3Dバイオプリンティング

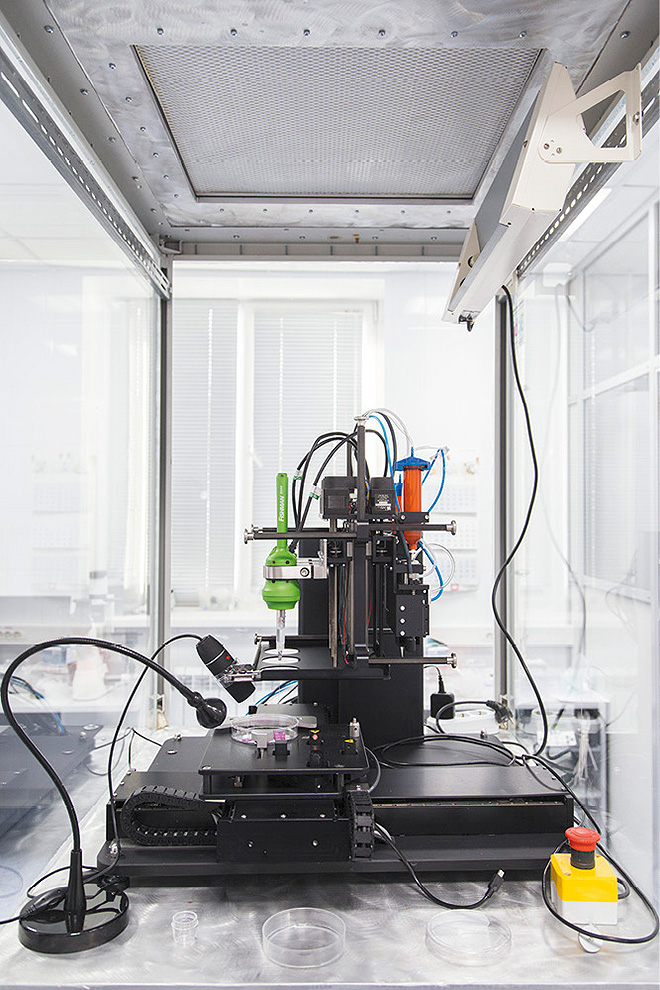
3Dバイオプリンター

3Dバイオプリンティング（英: 3D bioprinting）は、3Dプリンターの技術を用いて、ある限定された空間に細胞パターンを作成する過程である。細胞の機能と生存能力は印刷された構造内で保存されている:1。一般に、3Dバイオプリンティングは、組織様構造を作るために積層法を利用する。この組織様構造はその後に医学や組織工学の分野で使用される。バイオプリンティングに使われる材料は広範囲にわたる。現在、バイオプリンティングは、薬物や薬の研究に役立つ組織や器官を印刷するために使用されている。さらに、3Dバイオプリンティングにより、関節や靭帯の再生のため、細胞が育つ足場をつくるのに使用されはじめている。この技術に関する最初の特許は2003年に米国で出願され、2006年に付与された:1。

## プロセス
3Dバイオプリンティングには、一般に、プレ-バイオプリンティング、バイオプリンティング、ポスト-バイオプリンティングの3つの段階がある。

### プレ-バイオプリンティング
プレ-バイオプリンティングは、後にプリンターでつくり出すためのモデルを作成し、使用する材料を選択するプロセスである。最初の段階の1つは、臓器の像を得ることである。バイオプリンティングに使用される一般的な技術は、コンピュータ断層撮影（CT）および核磁気共鳴画像法（MRI）である。積層法で印刷するために、断層の再構成が画像上で行われ、つくられた2D画像はプリンタに送信され、作成される。3Dプリンターで作成されるときには、特定の細胞が単離され、層が形成される。 これらの細胞は、その後、酸素および他の栄養素を供給して生きた状態に保つ特別な液状物質と混合される。ある場合は、細胞は直径500 μmかそれ以下の細胞スフェロイドの状態で用いられる。細胞スフェロイドとは細胞の凝集体のことで、足場を必要とせず、プリンティングの材料にも使われる:165。

### バイオプリンティング
第2段階では、細胞と栄養素の液体混合物をプリンターのカートリッジに入れ、患者の医学的なスキャン画像を用いて構造を形成する。バイオプリントされたプレ-組織がインキュベーターに移されると、プレ-組織は、その細胞が成熟して組織になる。
3Dバイオプリンティングは、生物学的な構造をつくるにあたり、ふつう、連続的に層を積み重ね、細胞を生体適合性の足場の上に配置し、組織のような三次元構造をつくり出す。3Dバイオプリンティングでつくり出された臓器、例えば肝臓や腎臓は、血管、尿を採取するための尿細管、およびこれらの器官に必要な数十億の細胞など、重要な要素が欠けている。これらの成分がなければ、臓器は、その内部に必須の栄養素や酸素を取り込めない。 生物の体内には多くの組織があり、多くの異なる細胞の種類が自然に区画化されている。これらの細胞は、製造プロセス中の、安定性および生存性の能力がそれぞれ異なる。3Dバイオプリンティングに使用される方法には、フォトリソグラフィ、磁気バイオプリンティング、ステレオリソグラフィ、およびダイレクト細胞押出（direct cell extrusion）などがある:196。

### ポスト-バイオプリンティング
ポスト-バイオプリンティングは、印刷した後の段階である。印刷された生物学的な「印刷物」から、安定した構造を作り出すために必要である。この過程により、印刷された「印刷物」の機械的な構造がしっかりし、機能をもつようになる。 「印刷物」を育てるためには、機械的刺激と化学的刺激の両方が必要である。これらの刺激は、組織の構造をしっかりしたものに成長させるために、細胞へのシグナルを送ることになる。さらに、最近開発されたバイオリアクター技術は、組織の急速な成熟、組織の血管新生、および移植の生着能力の向上を可能にしている。
バイオリアクターは、栄養素の輸送、微小重力環境の作成、細胞間を流れる液体の圧力の調整、動的または静的な負荷として圧力を加えるなどを行う。いろいろなタイプのバイオリアクターがあり、異なるタイプの組織に理想的なものとなっている。例えば、圧縮バイオリアクターは、軟骨組織に理想的である:198。

## バイオプリンティングのアプローチ
この分野の研究者は、適切な生物学的および機械的特性を有するように構築された生体の臓器をつくるための手法を開発してきた。 3Dバイオプリンティングは3つの主な手法があり、それは、「生物模倣」、「自律的な自己組織化」、および「ミニ組織ビルディングブロック」である。

### 生物模倣
バイオプリントの第1の手法は、生物模倣と呼ばれる。この手法の主な目的は、人体の組織や臓器に見られる自然な構造を模倣し、同じ構造を作り上げることである。生物模倣は、器官、臓器および組織の形状、枠組み、および臓器の微小環境を「複製」する。バイオプリンティングにおいて、臓器の中の、細胞の部分と細胞外の部分の両方を模倣しないといけない。このアプローチを成功させるためには、組織をミクロスケールで複製することが重要である。したがって、微小環境を理解すること、つまり、この微小環境における生物学的な相互作用、機能的な細胞および支持的な細胞がどのように構成されているか、細胞を満たす液体成分、および細胞外マトリックスの組成を理解する必要がある。

### 自律的な自己組織化
バイオプリンティングの第2のアプローチは、自律的な自己組織化である。このアプローチは、胚の器官の自然な発生のプロセスに依存し、このプロセスをモデルとして用いて組織を複製する。 初期の発生では、細胞は、その細胞が自身の細胞外マトリクスを構築し、適切な細胞シグナル伝達、および必要な生物学的機能および微小な構造をつくり上げるために独自に配置し、パターンを形成する。 自律的な自己組織化は、胚の組織および器官の発生技術に関する特定の情報を要求する。 「細胞の足場」を使わない方法も考えられており、発生する組織のように、細胞スフェロイドを自己組織化させ、融合させ、配置させる方法も考えられている。「自律的な自己組織化」は、細胞に頼って、組織を形成し、構造をつくり、組織の構造的機能的な特性を導く。この性質を使ってバイオプリンティングするためには、胚で組織の発生がどのように進むのかについて、また、胚の組織が囲まれた微小環境について、より深く理解する必要がある。

### ミニ組織
バイオプリンティングの第3のアプローチは、ミニ組織と呼ばれる。ミニ組織は「微小な組織」の意味で、このアプローチは生体模倣や自己組織化のアプローチと組み合わされる。臓器や組織は、非常に小さな機能的な構成要素から構築される。ミニ組織のアプローチは、この「微小な組織」からはじめ、それを配置し、大きなスケールにすることである。このアプローチでは、2つの異なる戦略が使用される。 第1の戦略は、自己組織化する球状になった細胞のかたまりを、自然な組織の形をガイドとして、大規模に配置し、組織をつくる場合である。 第2の戦略は、正確で高品質の組織の複製を設計し、それらを自己組織化させ、大規模な機能をもつ組織をつくり上げることである。これらの戦略の組み合わせが、複雑な三次元の生物学的構造の「印刷」には必要である。

## プリンター
通常のインクプリンターと同様に、バイオプリンタには3つの主要な構造物がある。これらは、「ハードウェア」、「生物学的な「インク」（バイオインク）の種類」、およびそれが「印刷される材料（生体材料）」である。「バイオインク」は、生きた細胞そのもの、もしくは生きた細胞を含み後に細胞を含むゲルとなる物質を材料とし、液体のように振るまい、望む形状を作り出すために「印刷」される。バイオインクを作るために、細胞を含む液、ゲルを含むものが、「カートリッジ」として、特別に設計されたプリンタに挿入される。バイオプリンティングの潜在的な用途としての第一の候補は、静脈および動脈に代わる血管組織、皮膚への移植片としての皮膚シートを作成することである。
バイオプリンティングで使用されているプリンタとしては、主要な3つの種類がある。インクジェット、レーザーアシスト、および押出プリンターである。また、それぞれの種類のプリンターに使用されるバイオインクには異なる特性が求められる。例えば、インクジェットプリンタには、低粘度かつ造形面に着液後に瞬時に固まるバイオインクが必要である。細胞に影響を与えずに瞬時に固まるインクの素材としては、アルギン酸ナトリウムが用いられてきたが、最近では西洋わさび由来ペルオキシダーゼの反応によって瞬時に固まるように処理したさまざまな高分子を素材とするインクが開発されている。押出プリンターのインクには比較的高粘度のものが使用可能であり、固まるまでに要する時間もインクジェットのインクほど速いものは必要ない。インクジェットプリンタは主に、高速および大規模な製品のバイオプリンティングに使用される。ドロップオンデマンドインクジェットプリンタと呼ばれるインクジェットプリンタの1つのタイプは、正確な量で材料を印刷し、コストおよび廃棄物を最小限に抑える。レーザを利用するプリンタは、高解像度の「印刷」が可能である。しかし、このプリンタは高価である。 押し出しプリンタは細胞を含むインクを、3Dプリンターのように、層ごとに押し出して「印刷」し、３次元の構造をつくり出す。細胞だけでなく、押し出しプリンターは細胞を注入したハイドロゲルを使用することもある。

## 応用

### さらなる進歩
臓器をつくるために使用されるだけでなく、3Dバイオプリンティングは、義肢や、皮膚移植のための皮膚をつくるためにも使用される。生きた皮膚細胞を少し採取し、生物工学を適用することによって、皮膚を作り出せる。手足の形、皮膚の形はコンピュータ上で設計することができる。人工肢などは切断された人のニーズに合わせて、皮膚移植は必要とする患者に合わせてカスタマイズできる。 3Dプリンタは、ナノテクノロジーを使ってこれらのオブジェクトをレイヤー単位で1時間以内に印刷する。
2015年初頭には、プラスチックだけでなく、強度が高いなど独自の特性を持つ材料であるグラフェンなどを使いはじめた。研究者らは、ナノ構造を作るために、マイクロピペット技術を使ってグラフェンを印刷することが可能であることを証明している。印刷されるナノ構造およびグラフェン構造は、波打った構造など、様々な構造を生成することができる。コンピュータを使用して、科学者および医療従事者は、患者の体に合わせてカスタマイズされた特殊な人工物をつくるために、ＣＴなどで患者の型を取る。これにより、人工物はより快適になり、より自然に機能する。将来、この技術は医学と製造を変えるだろう。NBIC（ナノ、バイオ、情報、認知ベースの技術）の大きな可能性を3Dバイオプリンティングが享受し、戦略的に医学や外科手術の進歩を遂げ、患者や医療従事者の時間とコストを大幅に節約する可能性をもっている。
ハーバード大学の研究者は2016年10月に、世界で初めて統合センサー付きのheart-on-a-chip（チップの上に配置された心臓。心臓の機能を小さなチップの上で再現するもの）を3D印刷した。マイクロ生理学的システムであるこの装置は、人間の組織の挙動を模倣し、複合的に構築されたチップにのった臓器（臓器の機能を小さなチップの上で再現するもの。肺、舌および腸などがある）の中で最も洗練されたものである。organ-on-a-chip（チップに載った臓器）の更なる発展は、医療試験の試験の動物実験を減少させる可能性がある。
IDTechExは、3Dバイオプリンティング市場が2028年までに19億ドルに達すると予測している。

## 影響
3Dバイオプリンティングは、バイオマテリアルと呼ばれる革新的な材料の研究を可能にすることにより、組織工学の医療分野における大きな進歩に貢献する。バイオマテリアルは、3次元の構造をもち、3Dプリンターで「印刷」され、使用される材料である。最も有名な生物工学的なバイオマテリアルは、軟組織や骨だろうが、それらは平均的な生体よりも通常より強い。これらのバイオマテリアルは、さらに改善され、将来的には、生体を置換する役割を果たすことができるだろう。例えば、アルギン酸は、体を構成する物質のいくつかと比較しても、強い生体適合性、低毒性、およびより強い構造能力をもち、生物医学的に有力視されているアニオン性ポリマーである。PVベースのゲルを含む合成ハイドロゲルも一般的である。酸とUVをあてたPVベースの架橋剤との組み合わせは、「Wake Forest Institute of Medicine」によって評価され、適切な生体材料であるとされている。隣接する組織からの、栄養素や酸素の拡散を、大きくする微小なチャネルを「印刷」する方法も検討されている。また、心臓、肝臓、肺などのミニ臓器を使って、新薬をより正確に試験することで、動物での試験を減らせる可能性がある。